# Salé
Salé (em árabe: سلا; em tifinague: ⵙⵍⴰ, Sla) é uma cidade do noroeste de Marrocos, capital da prefeitura homónima, que faz parte da região de Rabate-Salé-Quenitra. Segundo o censo de 2004, a prefeitura de Salé tinha 823 485 habitantes, dos quais 769 500 habitavam em zonas urbanas e 53 985 em zonas rurais.
A cidade situa-se na margem direita da foz do rio Bu Regregue, em frente a Rabate, que ocupa a margem oposta. O nome Salé deriva do antigo nome do rio, que se chamava Sala (rio salgado) até ao século XIII.
A prefeitura confina a sul com a de Rabate, a oeste com o Oceano Atlântico, a norte com a província de Khémisset e a leste com a província de Quenitra.
Outrora uma república autónoma famosa pelos piratas que ali se refugiavam e a governavam, foi uma importante base dos piratas da Barbária, de onde partiam a maior parte dos ataques contra a costa portuguesa e os arquipélagos das Canárias, Madeira e Açores, além de expedições para locais tão longíquos como o norte da Península Ibérica e as Caraíbas.

## História
O primeiro assentamento urbano na foz do Bu Regregue, a cidade mais antiga da costa atlântica do Norte de África, foi a colónia fenícia de Sala, fundada cerca do século VII a.C., provavelmente no local da necrópole medieval de Chellah, na margem esquerda do Bu Regregue, nas proximidades de Rabate.
Os vestígios mais antigos da cidade remontam à época romana, quando foi fundada a colónia de Sala Colonia, parte da província romana da Mauritânia Tingitana, referida por Plínio, o Velho como uma cidade do deserto infestada de elefantes. Os vândalos ocuparam a região no século V e alegadamente teriam deixado como herança a existência de berberes louros de olhos azuis. Os árabes chegados à região no século VII mantiveram o nome de Sala (ou Salah), associando o nome ao filho de Cam, filho Noé.
A cidade foi refundada no século X pela tribo berbere dos Ifrenidas, que a proclamaram sua capital, na margem oposta (direita) do Bu Regregue. Dado que durante o século XVII Rabate era conhecida como Nova Salé, considera-se que Salé é a cidade mais antiga da foz do Bu Regregue. Segundo as fontes árabes, Salé foi a primeira cidade fundada por berberes. A Grande Mesquita de Salé foi construída entre 1028 e 1029 pelos Ifrenidas.
Salé foi depois conquistada pelos Almorávidas em 1068. Nesse século, devido à sua posição estratégica no extremo da rota terrestre Fez-Marraquexe e ao seu porto que a torna um centro de trocas entre a Europa e Marrocos, a cidade assiste a um grande desenvolvimento, que prossegue no século seguinte com o Califado Almóada e se repete no século XIV com os Merínidas.
A Grande Mesquita, construída entre 1028 e 1029, e o madraçal (centro de estudos islâmicos) fazem de Salé um dos centros religiosos mais importantes de Marrocos. Em 1260, a cidade é atacada por tropas castelhanas, o que levou à construção duma muralha.
No século XVII, principalmente a partir de 1610, Salé e, na outra margem do Bu Regregue, Rabate, chamada então "Salé, a Nova", acolheram a chegada massiva de muçulmanos e judeus fugidos de Espanha. Esta ocorrência deu um novo fôlego à cidade ao mesmo tempo que originou uma rivalidade com Rabate. Os mouriscos (muçulmanos ibéricos) que se estabeleceram em Salé vieram em duas vagas. Na primeira vaga vieram os habitantes de Hornachos, aos quais foi concedida a possibilidade de conservarem alguns dos seus bens se abandonassem Espanha voluntariamente. A segunda vaga foi constituída por outros mouriscos que foram despojados de todos os seus bens quando foram expulsos. Estes procuraram vingar-se através da pirataria.

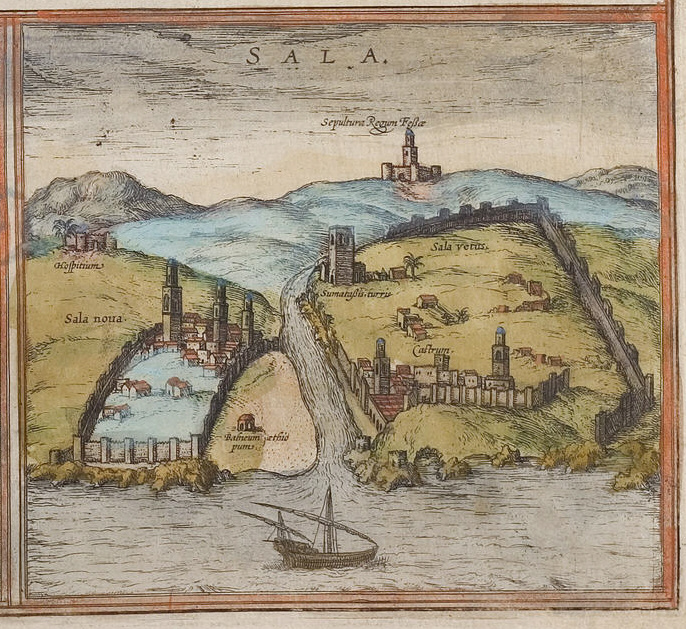
Gravura de Salé em 1572, na obra Civitates orbis terrarum de Georg Braun

Salé tornou-se então célebre sobretudo pela sua intensa atividade marítima, e os "andalusinos" fizeram dela a capital dos corsários. Enquanto os Hornacheros se ocupavam da construção e reparação dos navios, os outros mouriscos formaram as primeiras tripulações. O desenvolvimento económico trazido pelos mouriscos foi tal que Salé e Rabate decidiram unir-se e instituir uma república independente entre 1627 e 1666, a República de Salé (ou República do Bu Regregue), cuja capital se situava no que é atualmente a Casbá dos Udaias, em Rabate. A república era dirigida por corsários e tinha como atividade principal a pirataria, cuja atividade se estendia até à América. Nesse tempo, Salé era o único porto importante de Marrocos que não estava nas mãos dos portugueses ou espanhóis.
Em 1666, os Alauitas, ainda hoje no poder, apoderam-se das cidades de Rabate e Salé, pondo fim à República do Bu Regregue. A atividade comercial de Salé durante o século XVIII estendeu a influência da cidade a regiões distantes do interior. A cidade começa a declinar a partir de 1755, quando foi afetada pelo Terramoto de Lisboa, cujo epicentro estava à mesma distância de Salé que Lisboa. O terramoto provocou um tsunami que mudou o curso do Bu Regregue, inutilizando o porto, que até aí se encontrava dentro das muralhas da cidade. A partir daí, o principal porto do reino marroquino passou a ser Essaouira, apesar da atividade corsária em Salé se ter prolongado pelo menos até 1829.
O fim do seu papel comercial preponderante no século XIX levou a cidade a fechar-se sobre ela mesma, permanecendo durante esse século e durante os protetorados francês e espanhol um centro de cultura e de resistência aos colonizadores.
Na outra margem do rio, Rabate foi estabelecida como capital em 1912, data do início do protetorado francês, tornando-se um grande centro administrativo ao mesmo tempo que Salé é relegada para segundo plano, embora mantendo-se um centro cultural e religioso em contraste com a sua vizinha europeizada. Atualmente o porto de Salé continua sem importância comercial e é sobretudo um porto de pesca.
A primeira ponte sobre o Bu Regregue, a Ponte Moulay Al Hassan, foi inaugurada em 1957. Atualmente há mais três pontes, uma delas ferroviária, e há projetos para construir mais algumas.
Atualmente Salé é principalmente uma cidade dormitório de Rabate, com pouca vida própria, cuja população é constituída sobretudo por imigrantes provenientes de zonas rurais de Marrocos.

## Monumentos

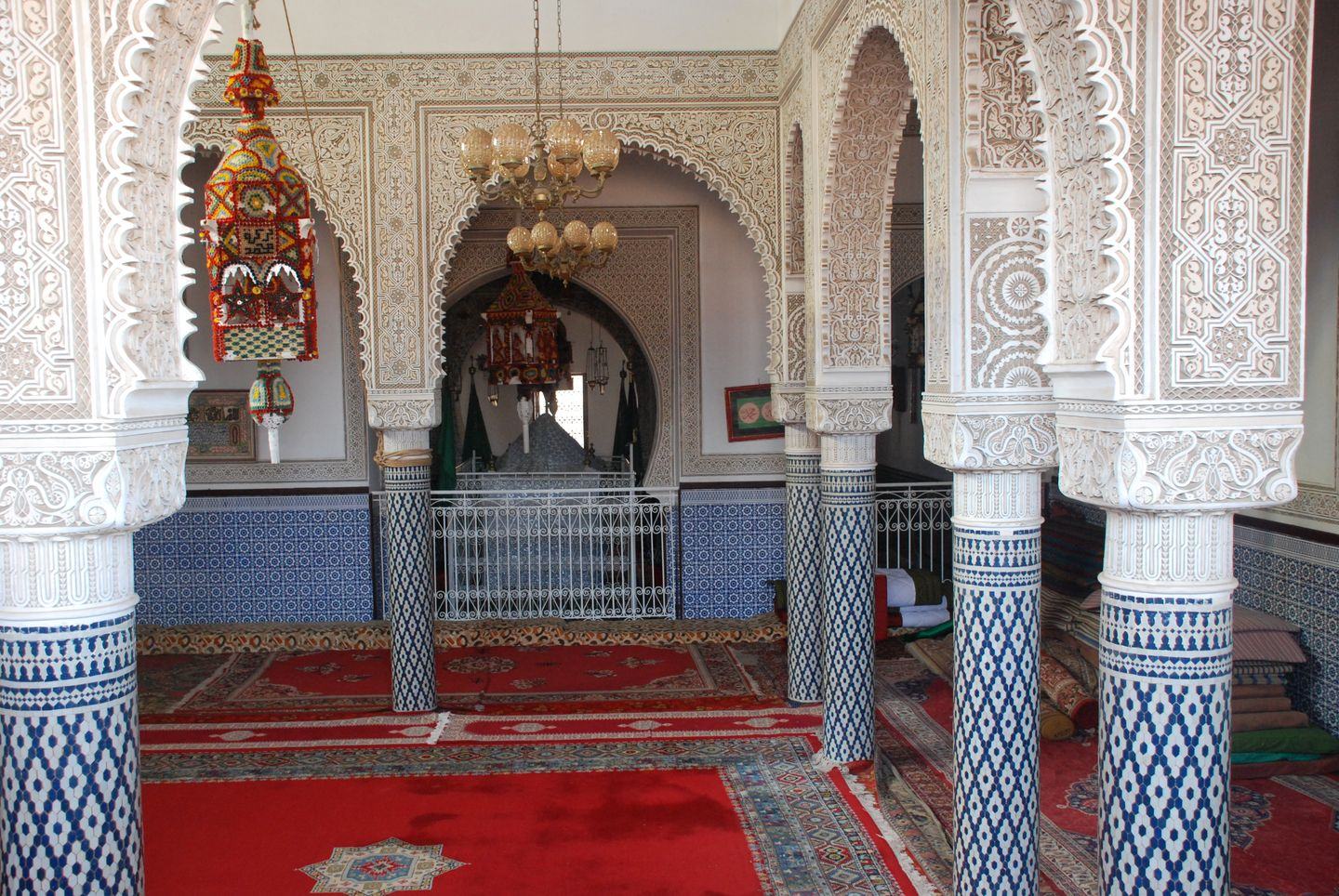
Mausoléu de Sidi Abdellah Benhassoun

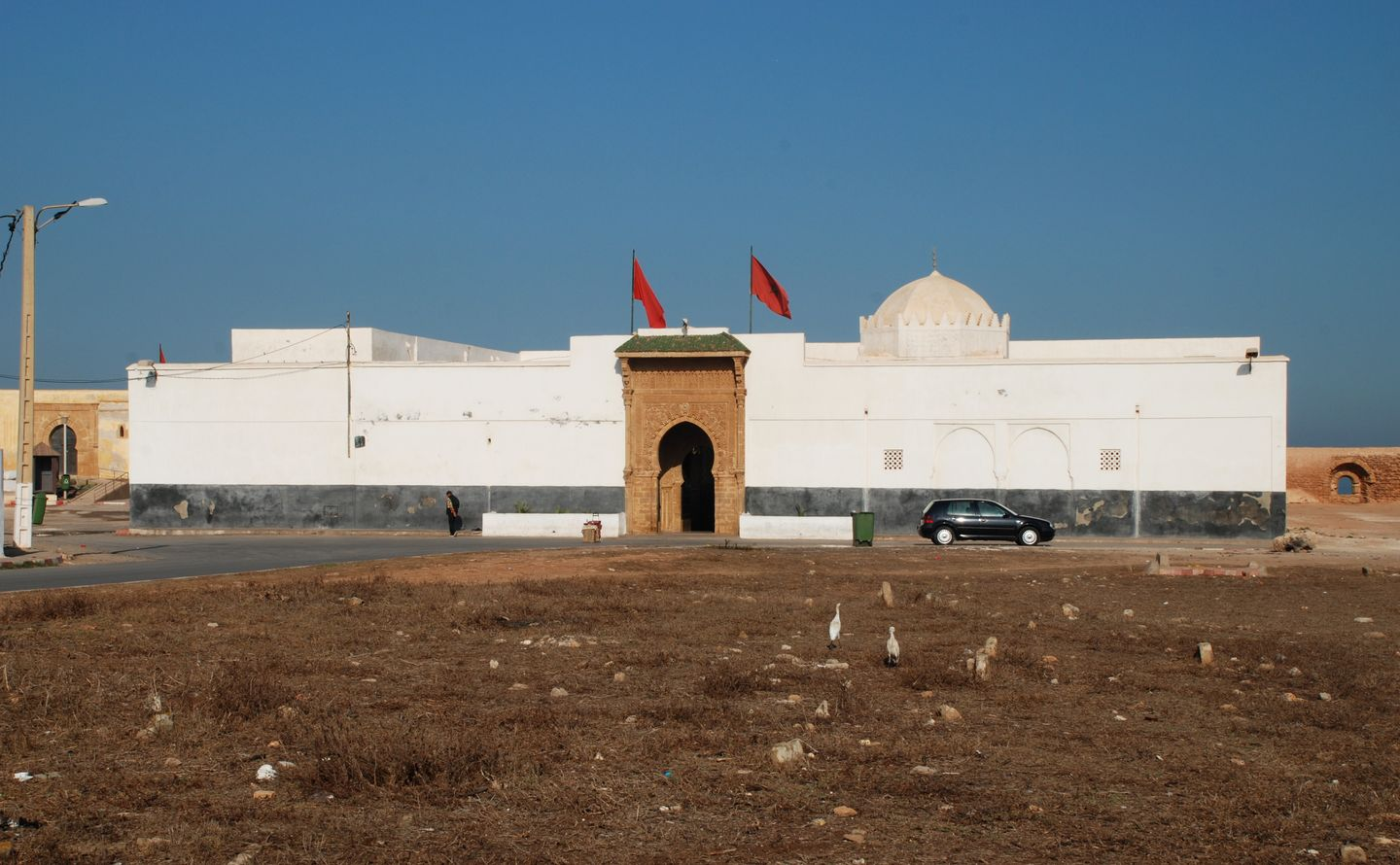
Mausoléu de Sidi Ahmed Benacher

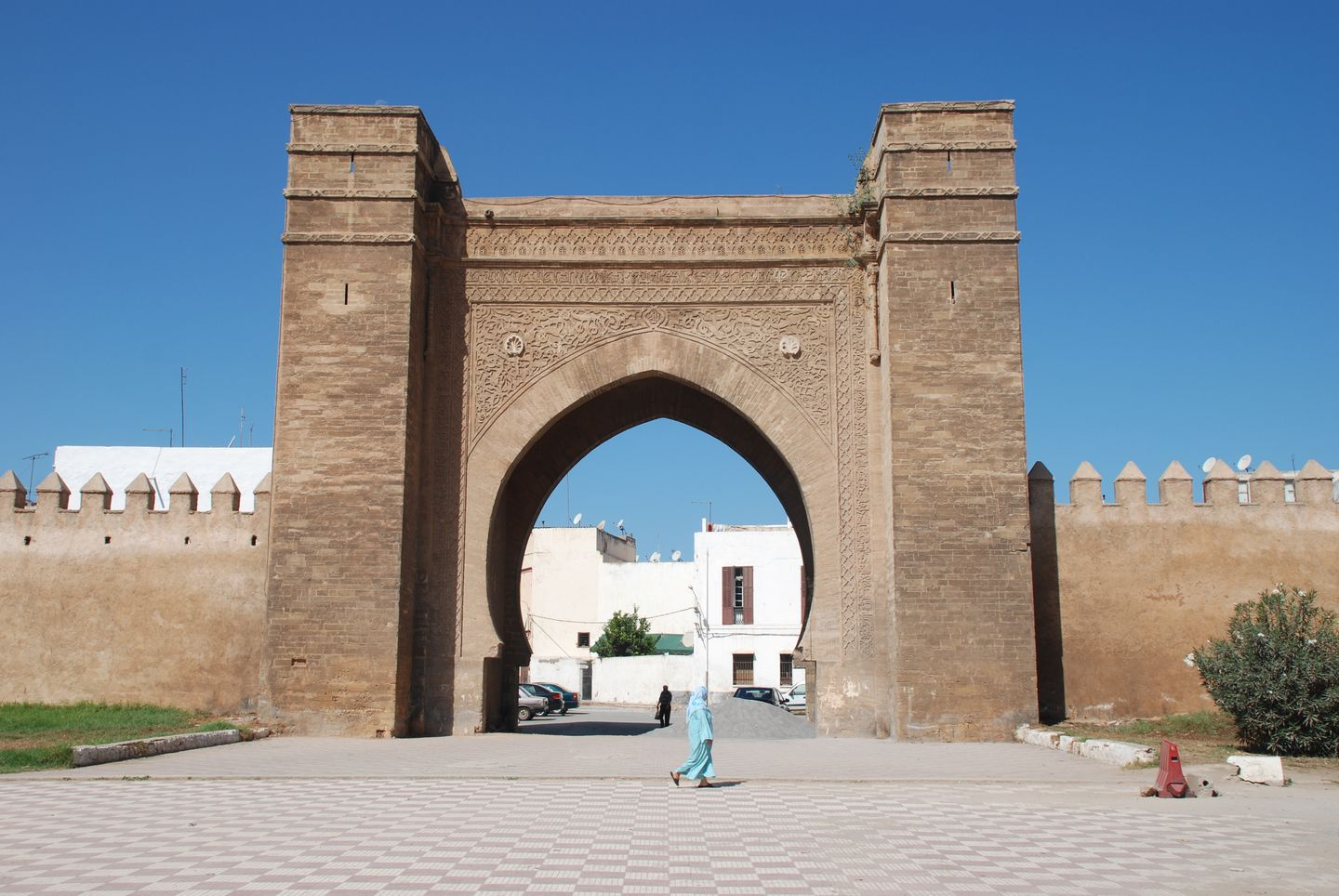
Bab Mrisa, a porta da muralha que dá acesso à almedina

Rodeada por uma cintura de muralhas que se estende por 4,5 km e delimita uma superfície de 90 hectares, o espaço urbano desenvolveu-se de oeste para leste a partir das principais instituições religiosas. Além das muralhas, Salé conta com diversos monumentos históricos, dentre os quais se destacam:
- Grande Mesquita — Construída em 1196 pelo califa almóada Iacube Almançor (r. 1184–1199), é considerada uma das mais importante de Marrocos.
- Madraçal (Medersa) Bouanania — Construído em 1341, durante o reinado do sultão merínida Alboácem Ali ibne Otomão (r. 1331–1348), e finalizado em 1345 pelo seu filho e sucessor, Abu Inane Faris. É uma obra de arte da arquitetura andaluz-magrebina.
- Zauia Noussak — Sede duma confraria muçulmana, construída extramuros por iniciativa do sultão merínida Abu Inane Faris (r. 1348–1358).
- Outras zauias — Salé é célebre por sempre ter sido um refúgio para eremitas e outros devotos muçulmanos, que atraía gente devota de práticas ascetas de todas as partes. Devido a isso, além da zauia Noussak, há em Salé mais duma centena de sítios de recolhimento religioso, como zauias, claustros e santuários, como a Zauia Hassouniya, Zouia Cadiria, Zauia Quetania, Zauia Tijania, etc.
- Mausoléu de Sidi Abdellah Benhassoun — um santo conhecido pelo seu desapego, erudição e capacidades oratórias, é venerado pelos slaouis. O seu moussem (festa) é celebrado na véspera do Mulude, o aniversário de Maomé. O seu culto está associado a uma cerimónia durante a qual são depositados círios no mausoléu após uma procissão. Os círios permanecem no mausoléu até ao Mulude do ano seguinte.
- Mausoléu de Sidi Ahmed Benacher — um santo que foi um modelo de abstinência e ascetismo, que renunciou ao convívio dos humanos, em particular dos governantes, para se consagrar ao culto e à devoção.
- Sour el Aqouass — depósito de água e aqueduto para abastecimento da cidade, que é uma das obras públicas históricas mais importantes de Salé.
- Muralha — é uma das obras defensivas islâmicas mais antigas de Marrocos. É flanqueada por torres e tem várias portas que dão acesso à zona urbana, na mais pura tradição das muralhas medievais do ocidente muçulmano. As principais portas são: Bab Maalaq, Bab Jdid, Bab Sidi Bou Haja, Bab Ferran, Bab Mrisa, Bab Ferth ,Bab Fez (também chamada Bab Khmiss), Bab Sebta e Bab Chaafa. As duas últimas asseguravam a comunicação da cidade com as zonas rurais adjacentes. A Bab Ferran dava acesso ao antigo arsenal  (Dar es-Sanaa).
- As Skallas (fortalezas) — Skalla al Kadima et Skalla al Jadida
- Os Borjs (baluartes) — Borj Adoumoue, Borj el Kbir, Borj Elmellah, Borj Sidi Benacher

## Estrutura urbana

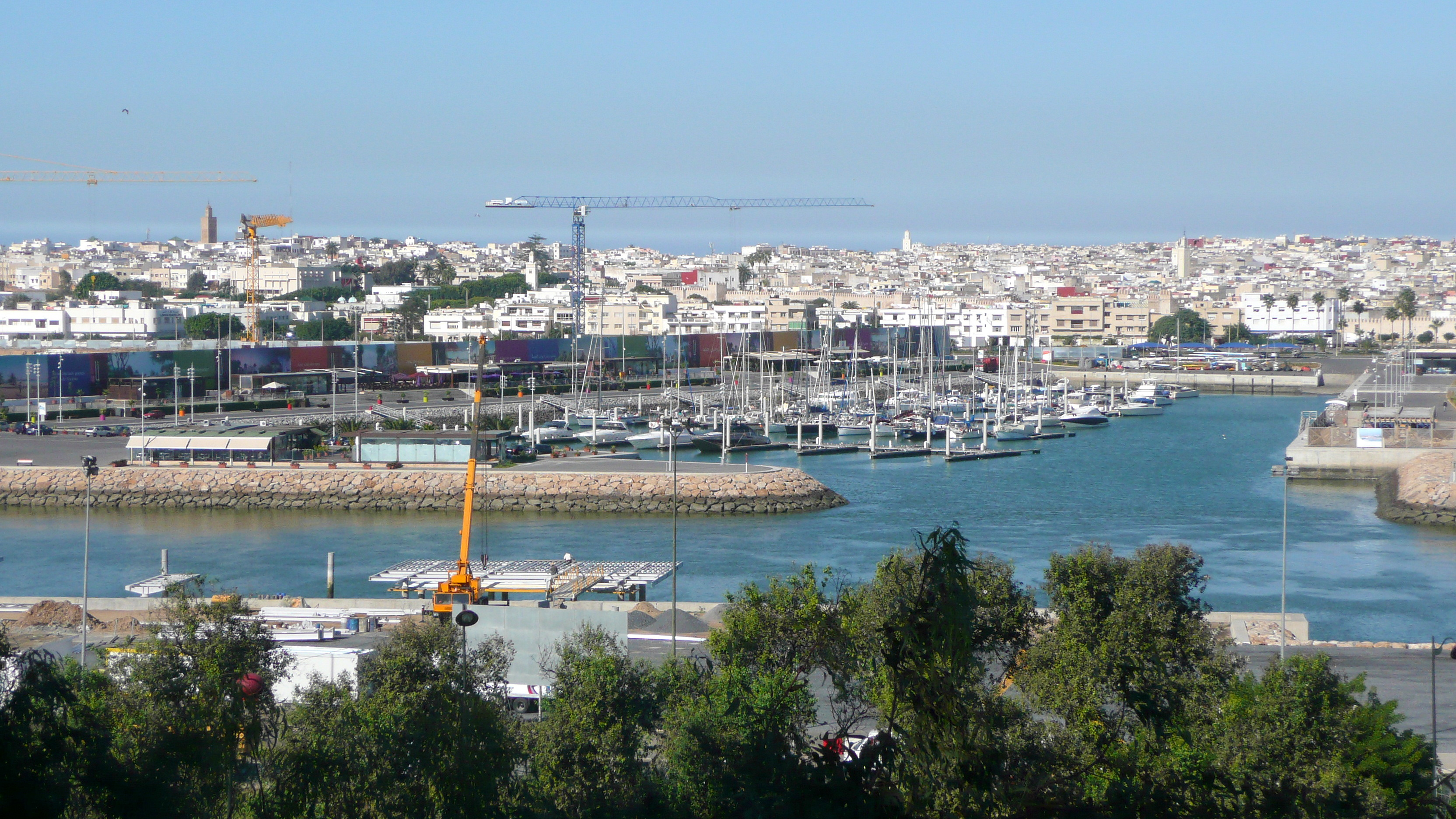
A marina de Salé vista de Rabate

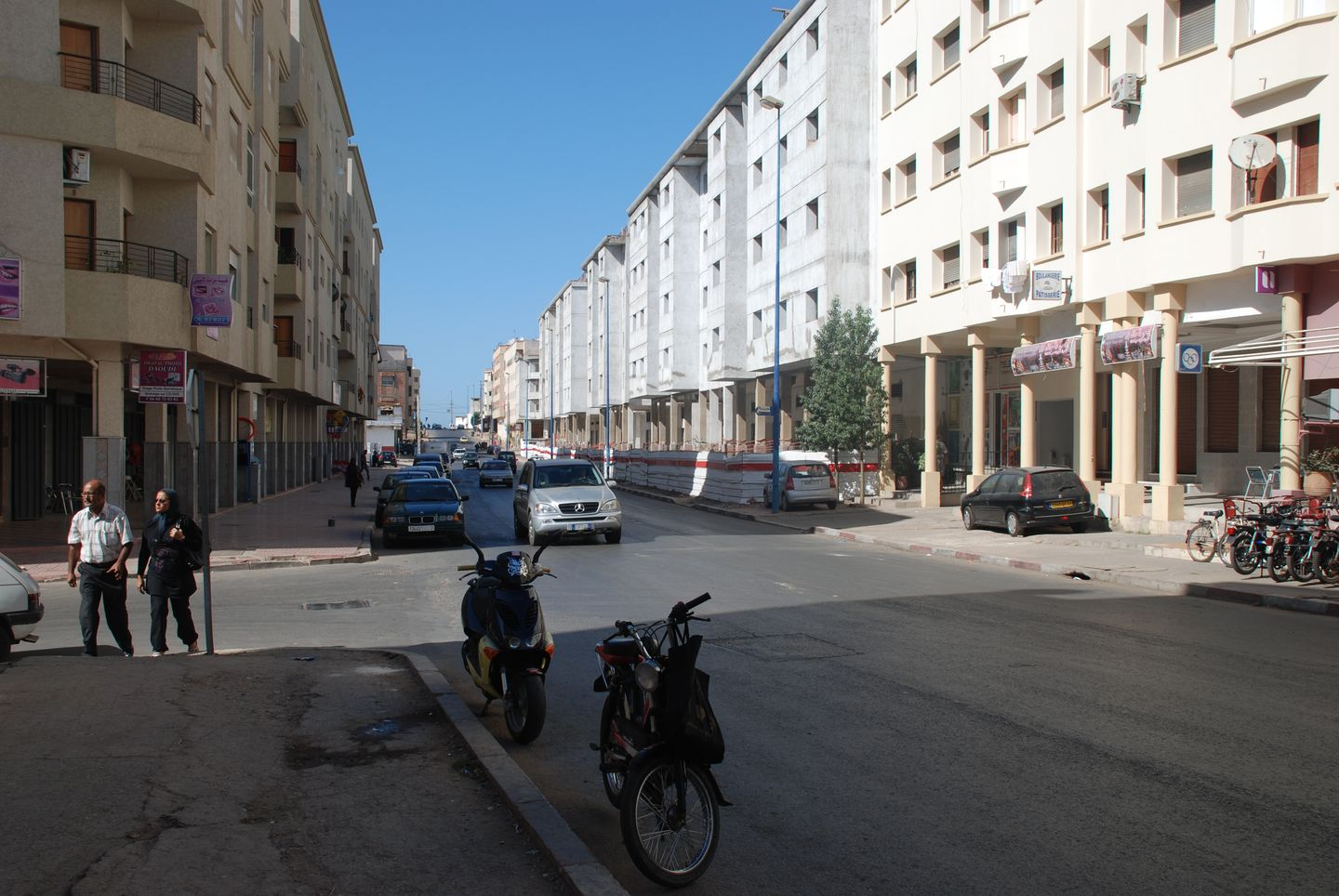
O subúrbio de Sidi Moussa, 3 km a norte de Salé

Podem distinguir-se as seguintes áreas urbanas em Salé:
- Centro — Parte mais animada e sobrepovoada, as suas principais artérias são as avenidas Mohammed V et Hassan II. Ali se encontram algumas lojas modernas e dois hotéis.
- Bairros residenciais — Os mais conhecidos são Bettana, Rmel et Hay Esalam, onde residem muitas das personalidades mais influentes da cidade e intelectuais marroquinos famosos.
- Baira-mar — A zona junto ao mar, que se estende desde a foz do Bu Regregue, a sul, até ao bairro de Hay Chmaâo, a norte, é ocupada por um cemitério e algumas villas modernas.
- Mellah — Antigo bairro judeu, onde se refugiou uma importante comunidade judia cerca de 1800.
- Almedina — Fundada no início do século XII pelos almóadas, a almedina de Salé é a parte mais antiga de Salé. Tem várias fontes, riades (casas tradicionais completamente fechadas ao exterior, com um pátio interior) e mesquitas. O acesso à almedina é feito pela Bab Mrisa, perto do centro da cidade.
- Rmel — Antigo bairro francês, é constituído por villas de estio colonial e tem uma antiga igreja.
- Sala el Jdida (Salé, a Nova ou la Nouvelle) — Um subúrbio popular que é praticamente uma outra cidade.